# Slimnic, Sibiu
Slimnic este satul de reședință al comunei cu același nume din județul Sibiu, Transilvania, România.
Pe Harta Iosefină a Transilvaniei din 1769-1773 (Sectio 204) apare sub numele de Stolczenburg.

## Așezare
Localitatea Slimnic este situată în sud-vestul podișului Transilvaniei, fiind străbătută de râului Șarba – un afluent al râului Slimnic și al acestuia. Satul se află aproape în centrul județului Sibiu, pe drumul național DN14 între Mediaș și Sibiu, la o distanță de cca. 18 kilometri spre nord de orașul de reședință Sibiu (Hermannstadt); pînă la Calea ferată Copșa Mică–Sibiu din satul Mândra sunt aproximativ 6 kilometri.

## Istoric
Pe teritoriul localității Slimnic, în locul numit: Șanțul Satului, la Marginea pădurii cetății, la Socebeul, la șanțul umed și altele – au fost găsite multe obiecte arheologice, care au fost datate începând din epoca bronzului timpuriu (cultura: Coțofeni) pînă în epoca romană. De asemenea au fost găsite urme de așezări (la Cetatea Veche, la Schelzental) fiind datate în epoca fierului (cultura geto-dacică respectiv cultura dacică). Așezarea romană, de localnici mumită Șarba-Stempen, este datată la secolul I î.e.n.; Șarba - La Saivane fiind datată la sfîrșitul secolului al II-lea.
Prin stabilirea coloniștilor sași pe teritoriul Slimnicului în a două jumătate a secolului al XII-lea, atestată pentru prima dată în anul 1282, localitatea Slimnic devine una dintre cele mai importante componente al scaunului Sibiu, menită să apere drumul între Mediaș (Mediasch) și Sibiu. În anul 1394 este documentată școală populației germane, fiind condusă de directorul Allexius până în anul 1409; el îndeplinea și funcția de notar în sat.
Principala ocupație a populației este agricultura și creșterea animalelor. Meseria fierăritului a jucat un rol important în localitatea Slimnic, de aceea în stemă comunei este prezentată și o potcoavă trecută prin inele.

## Demografie
Evoluția populației de-a lungul timpului:
Cel mai mare număr de oameni din Slimnic - de asemenea acel al germanilor - a fost înregistrat în anul 1941. Cei mai mulți români au fost înregistrați în anul 2002, unguri (91) în 1900 și romi (391) în anul 1850. În anii 1880 și 1966 a fost înregistrat cîte un slovac.
În localitatea Slimnic, populația a crescut din anul 1850 (părți egale, germani și români, fiecare de aproximativ 1.000 de persoane) în mod constant până în anul 1941 (germani 1.806, români 1.938). Din anul 1989 – anul de emigrare masivă a sașilor în Germania – locuiesc în Slimnic aproape numai români, cîțiva germani, maghiari și romi, din fiecare aproximativ 1%.

## Monumente
- Cetatea din Slimnic - ruinele cetății țărănești de pe dealul de lângă sat,[7] construită în secolul al XV-lea de sași. Cetatea – cu ziduri înalte de cărămidă – a fost construită în jurul unei biserici gotice, niciodată finalizată. În partea de nord se află o curte de formă pătrată, la sud o curte triunghiulară și curtea fântânii.[8] La sfârșitul anilor 50 (secolul al XX-lea) au fost restaurate clopotnița, zidurile și turnul de apărare din nord-vest. Cetatea figurează pe lista monumentelor istorice.[3]
- Biserica Evanghelică din Slimnic, cu hramul Sf. Bartolomeu, este o biserică sală în stil gotic construită în secolul al XIV-lea.[3] Zidul de apărare care înconjura și casa pastorului, a fost distrus în anul 1706 de cetele curuților.[8]
- Biserica Ortodoxă cu hramul Sf. Arhangheli (Str. Principală 84), construită în anul 1831; renovată 1889–1910, figurează pe lista monumentelor istorice.[3]
- Biserica Română Unită, cu hramul Sf. Treime, construită între anii 1904–1910. Din cauza degradărilor pricinuite de inundațiile din anul 1975 și de cutremurul din 1977, a fost închisă în anul 1981.[4]
- Biserica Ortodoxă în centrul localității Slimnic, construcție începută în anul 1990.[4]

## Galerie de imagini

Macheta pentru cetatea din Slimnic
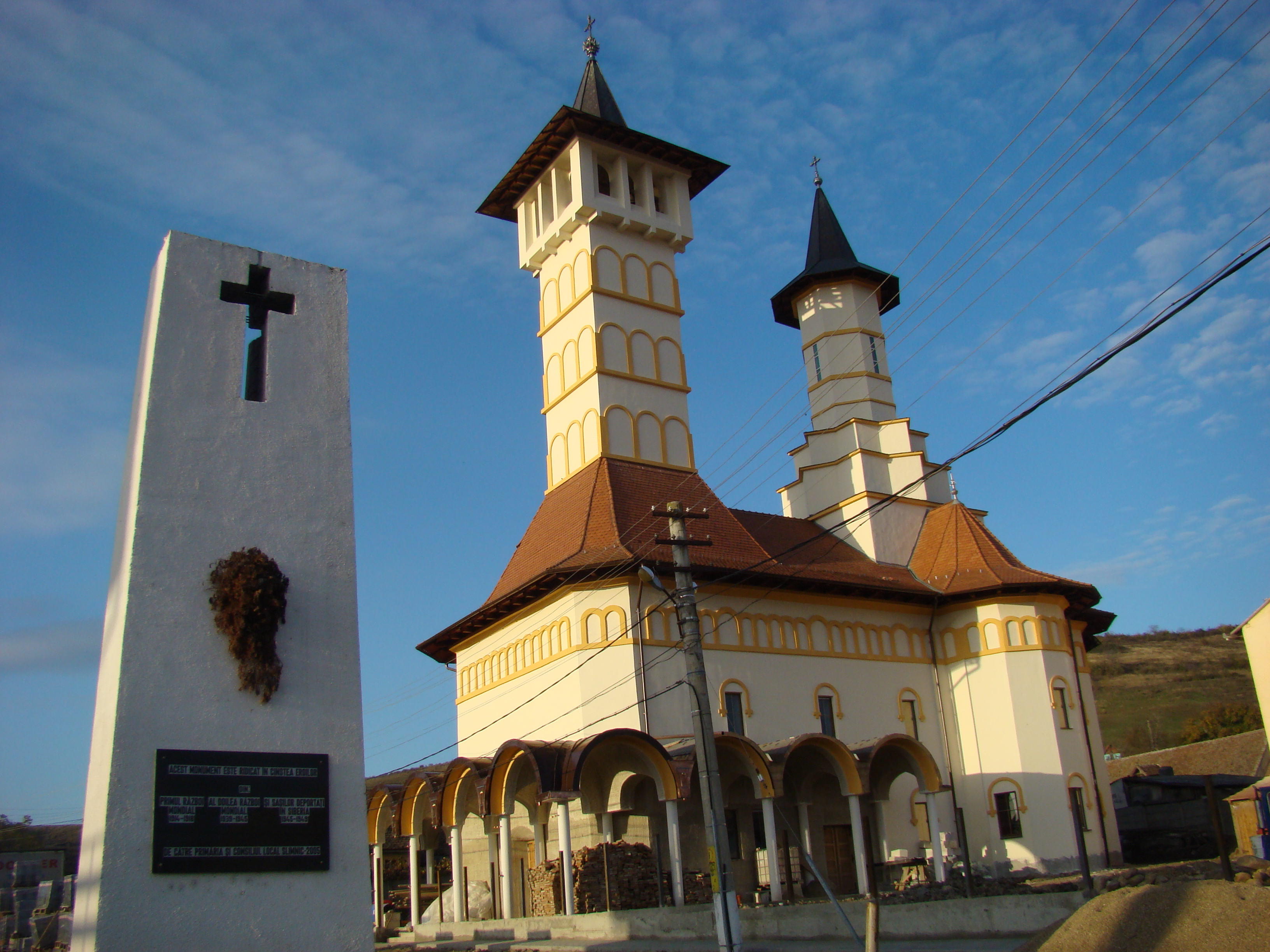
Biserica ortodoxă din centrul Slimnicului
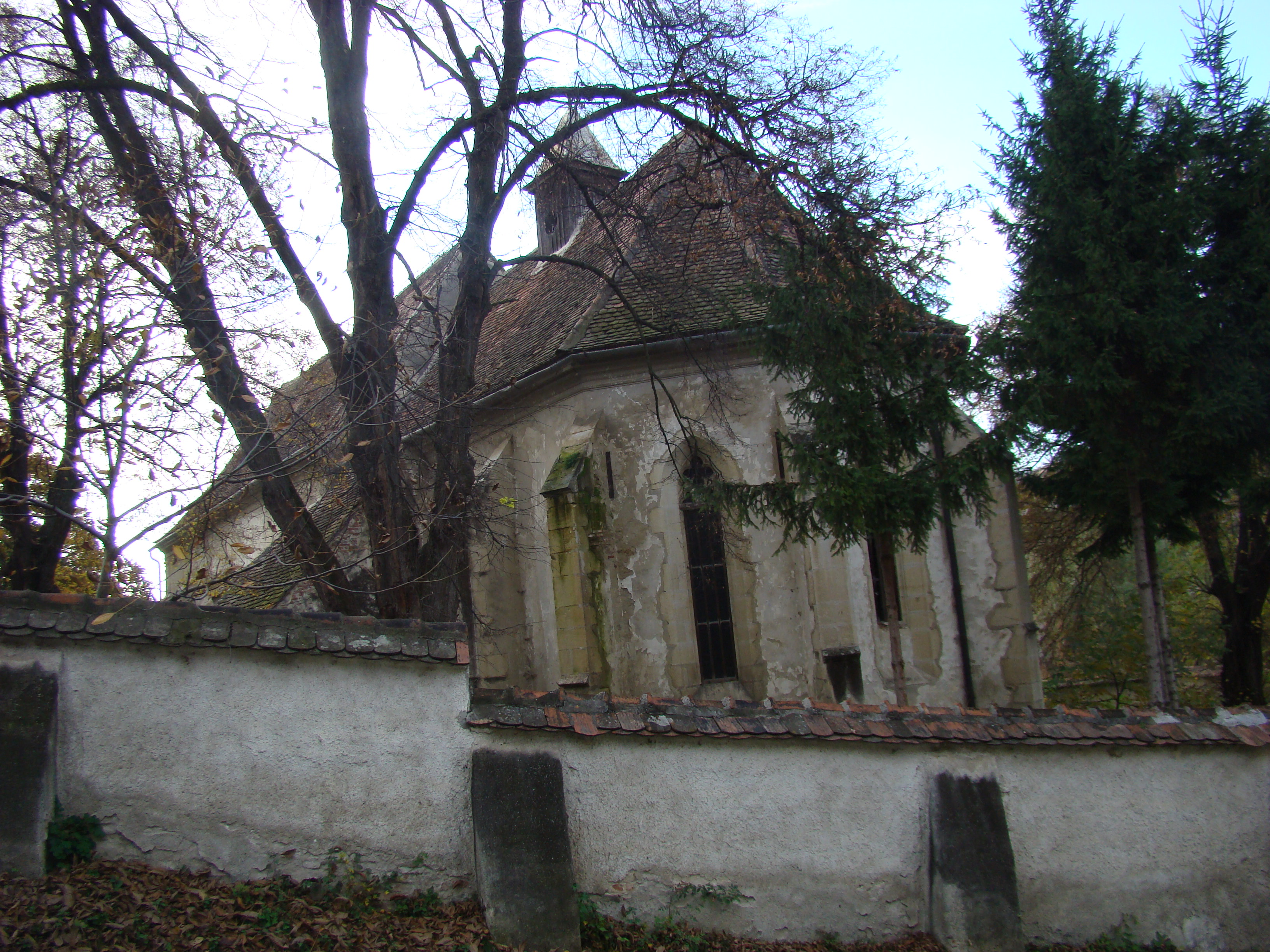
Biserica evangelică din Slimnic
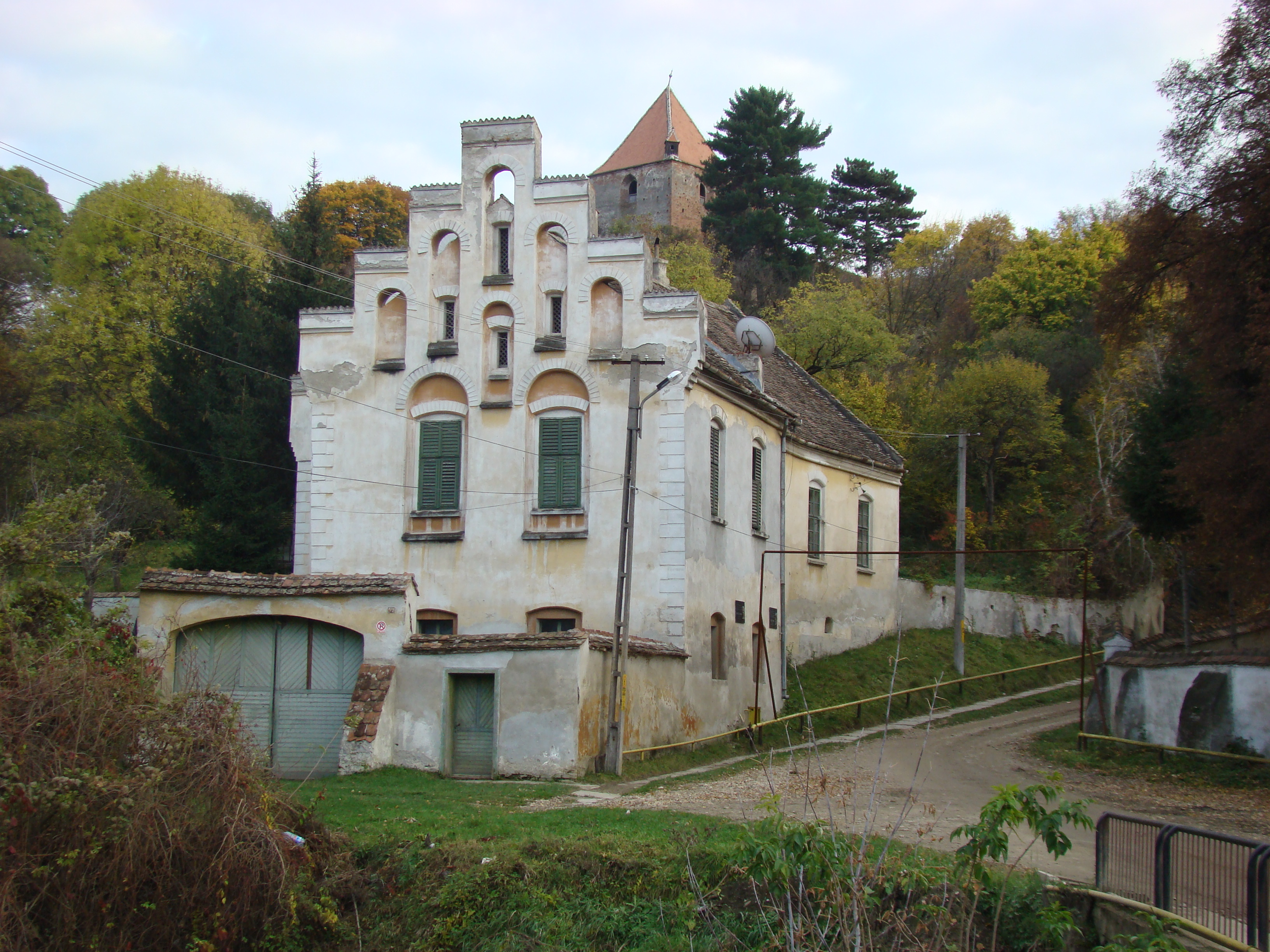
Casa pastorului evanghelic din Slimnic
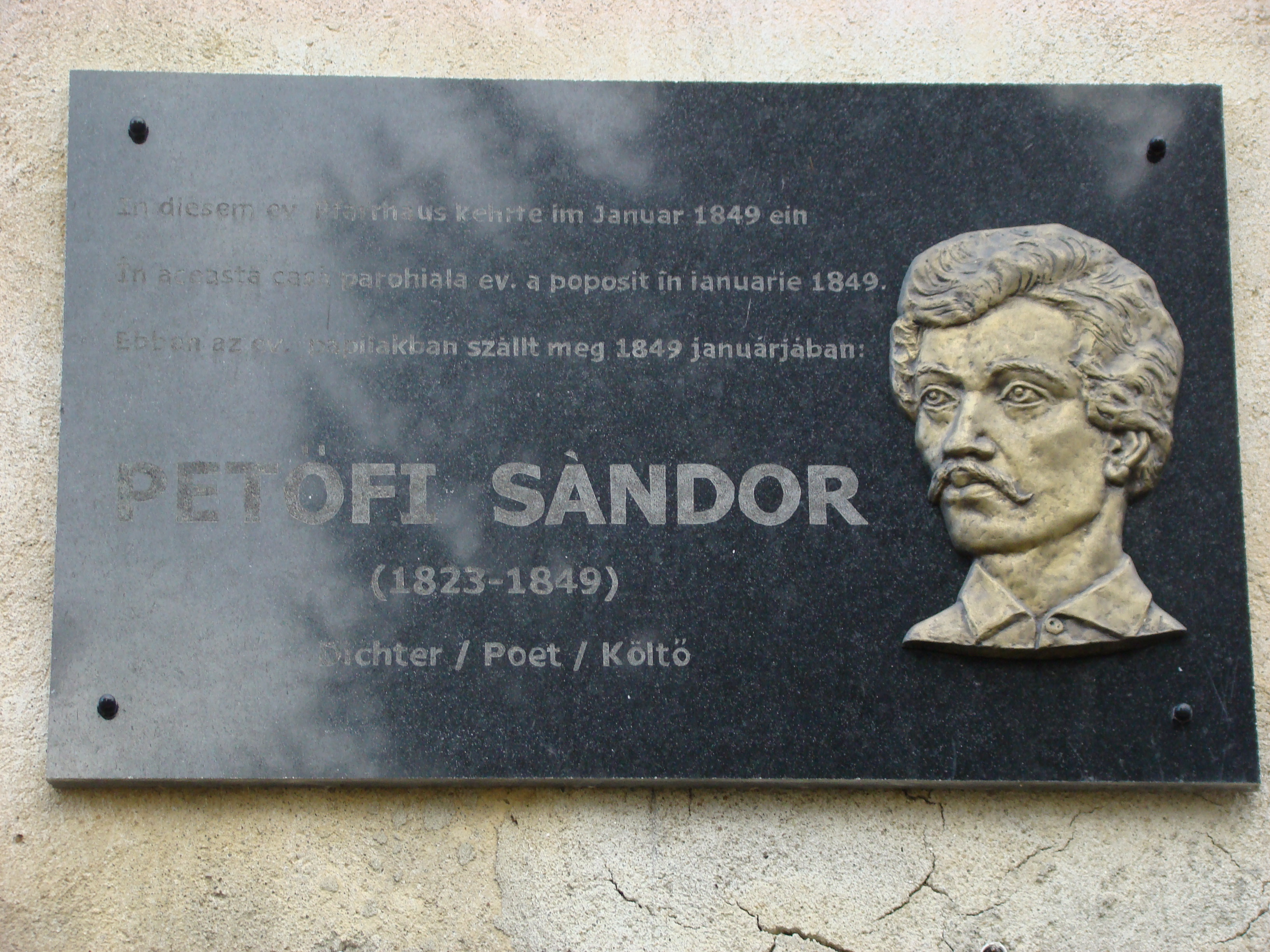
Placă comemorativă, Petöfi Sàndor (1823–1849)
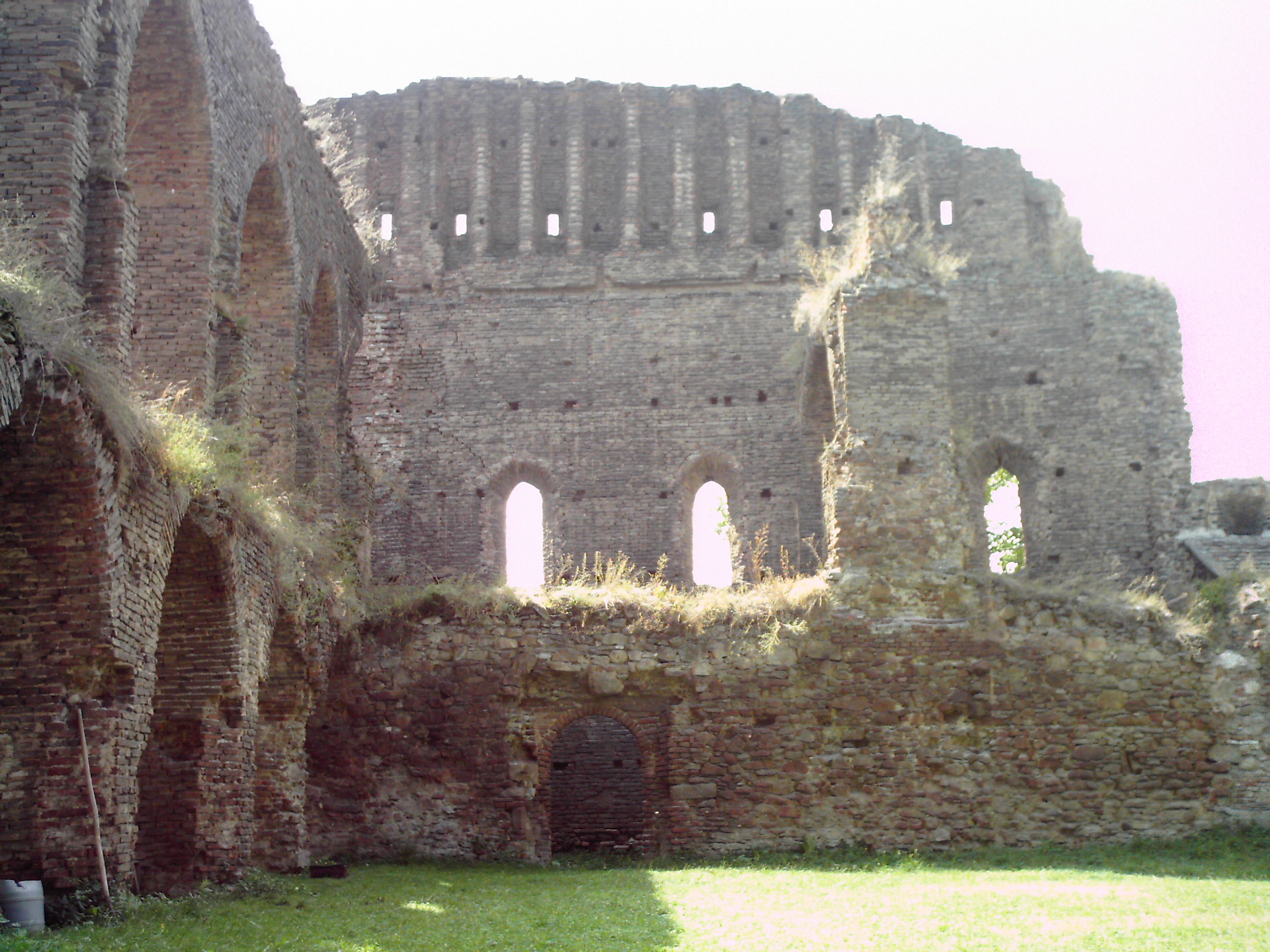
Ruinele fortificației Cetatea Stolzenburg
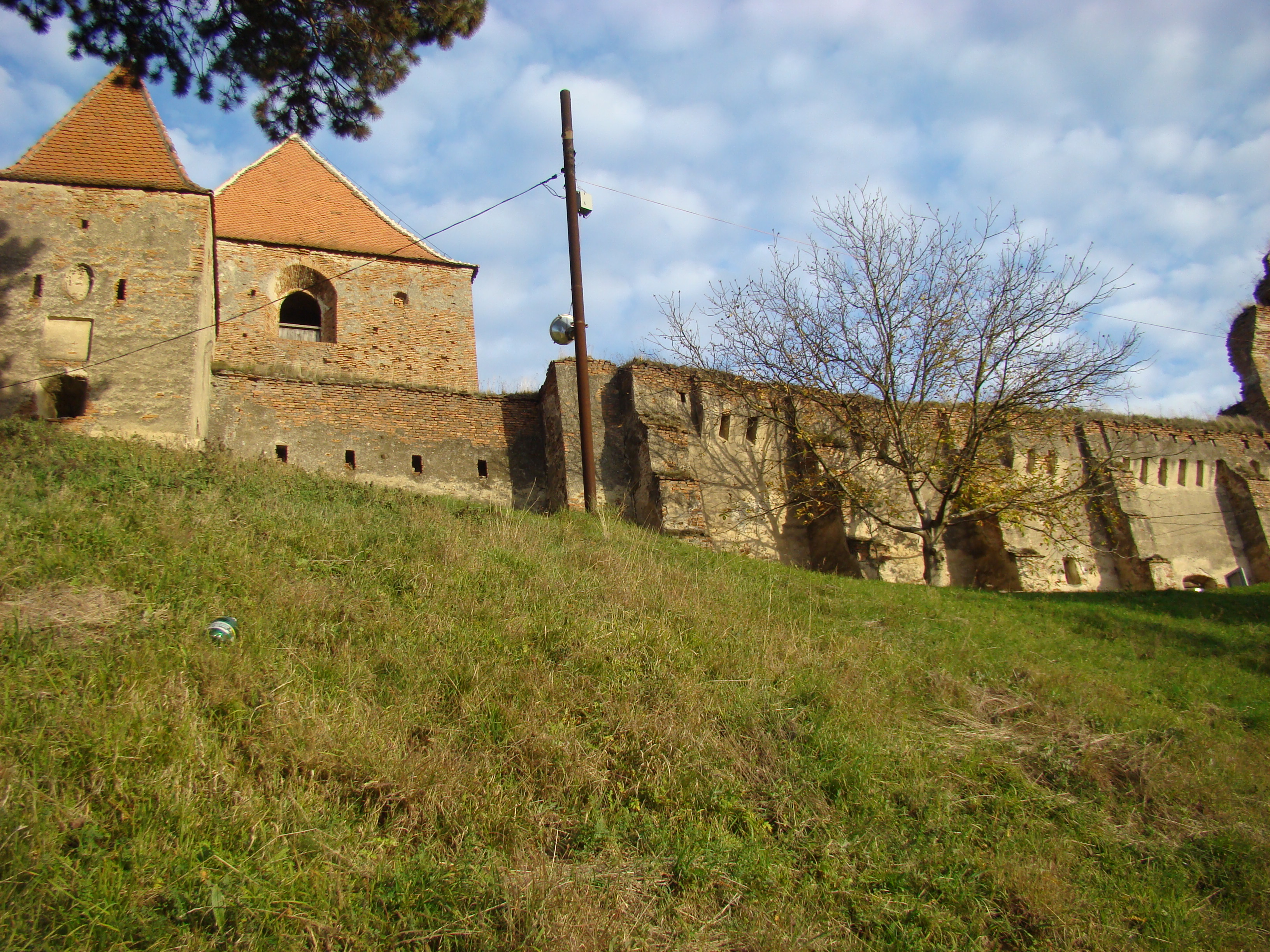
Ruinele fortificației Cetatea Stolzenburg
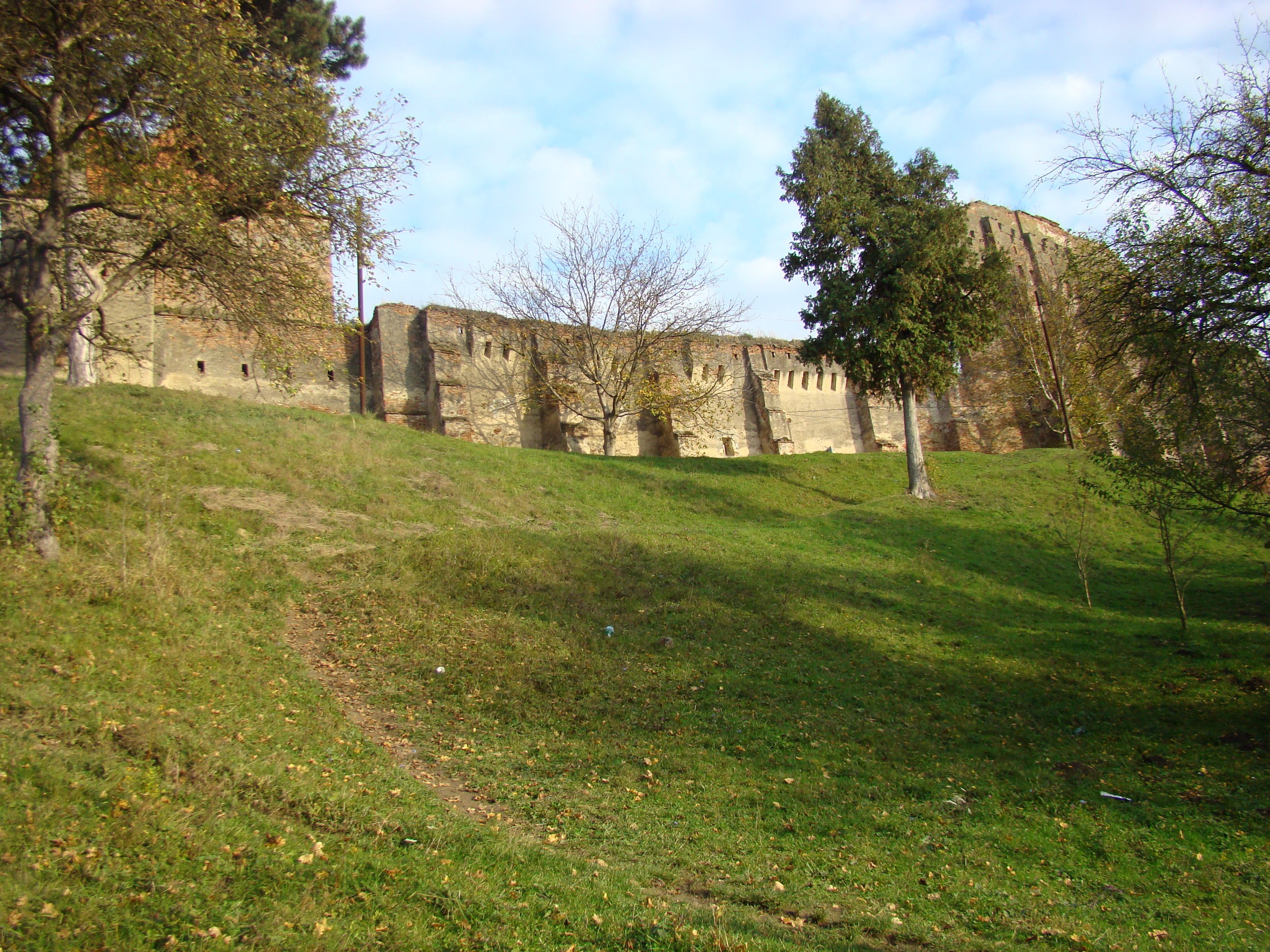
Ruinele fortificației Cetatea Stolzenburg
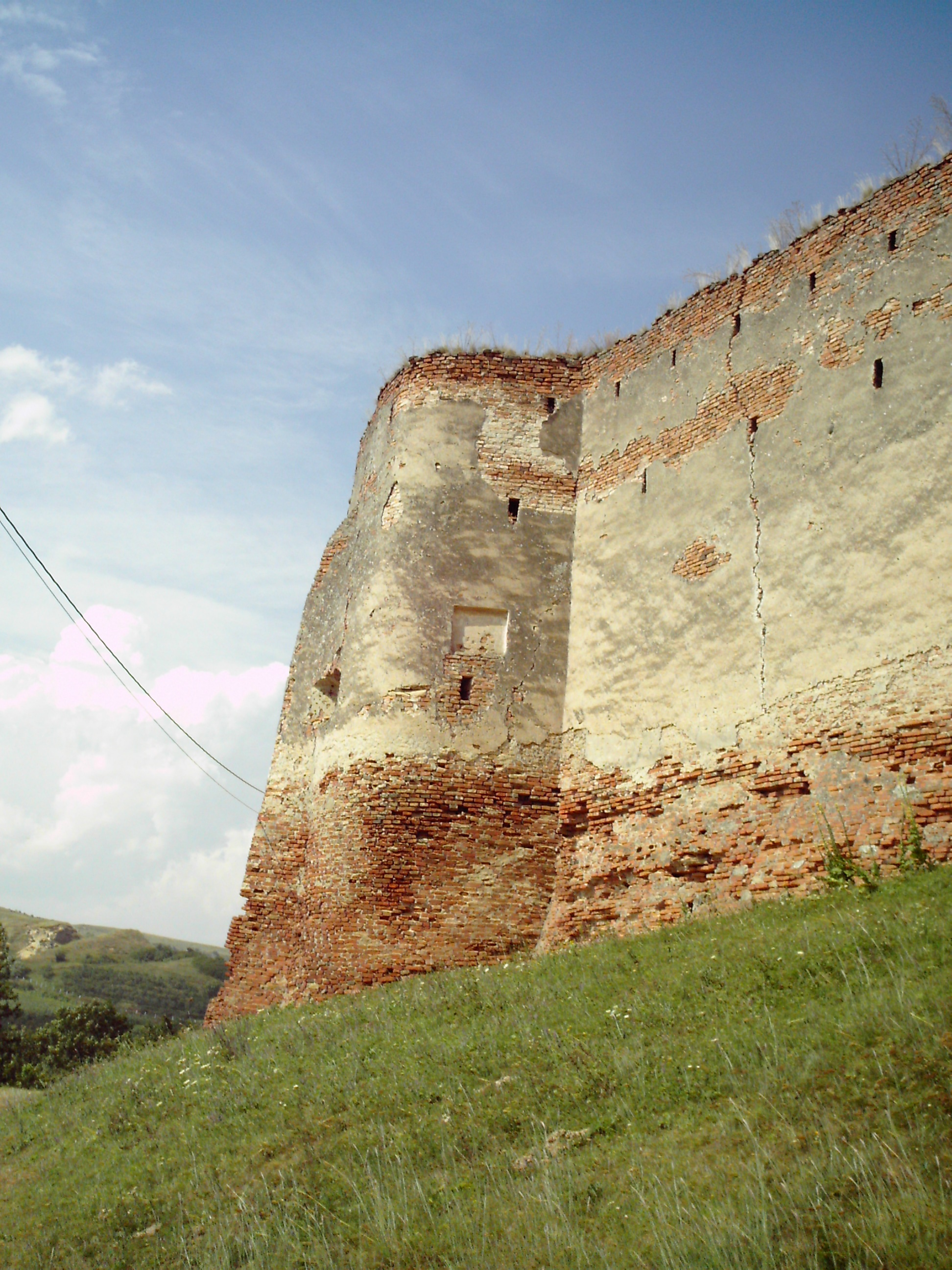
Zid al fortificației Cetatea Stolzenburg
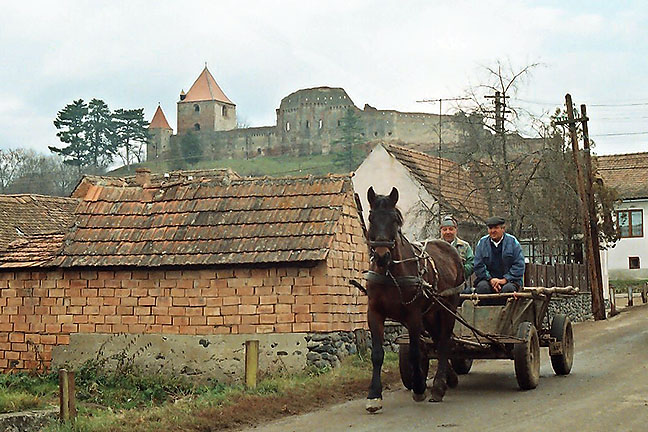
Slimnic, fortificația Stolzenburg în fundal
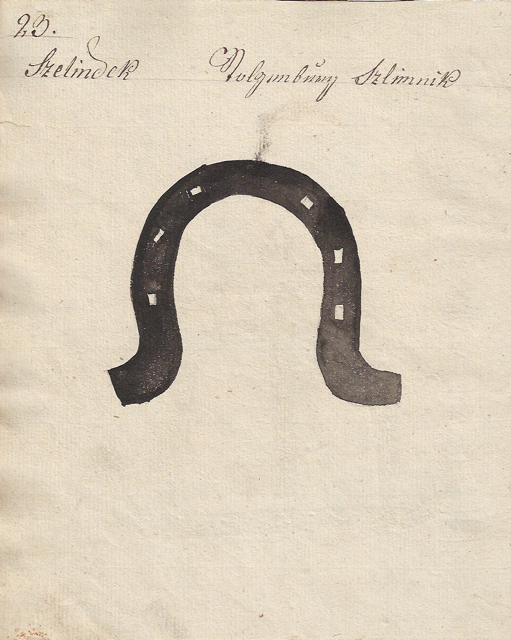
1826 - Danga pentru vitele din Slimnic
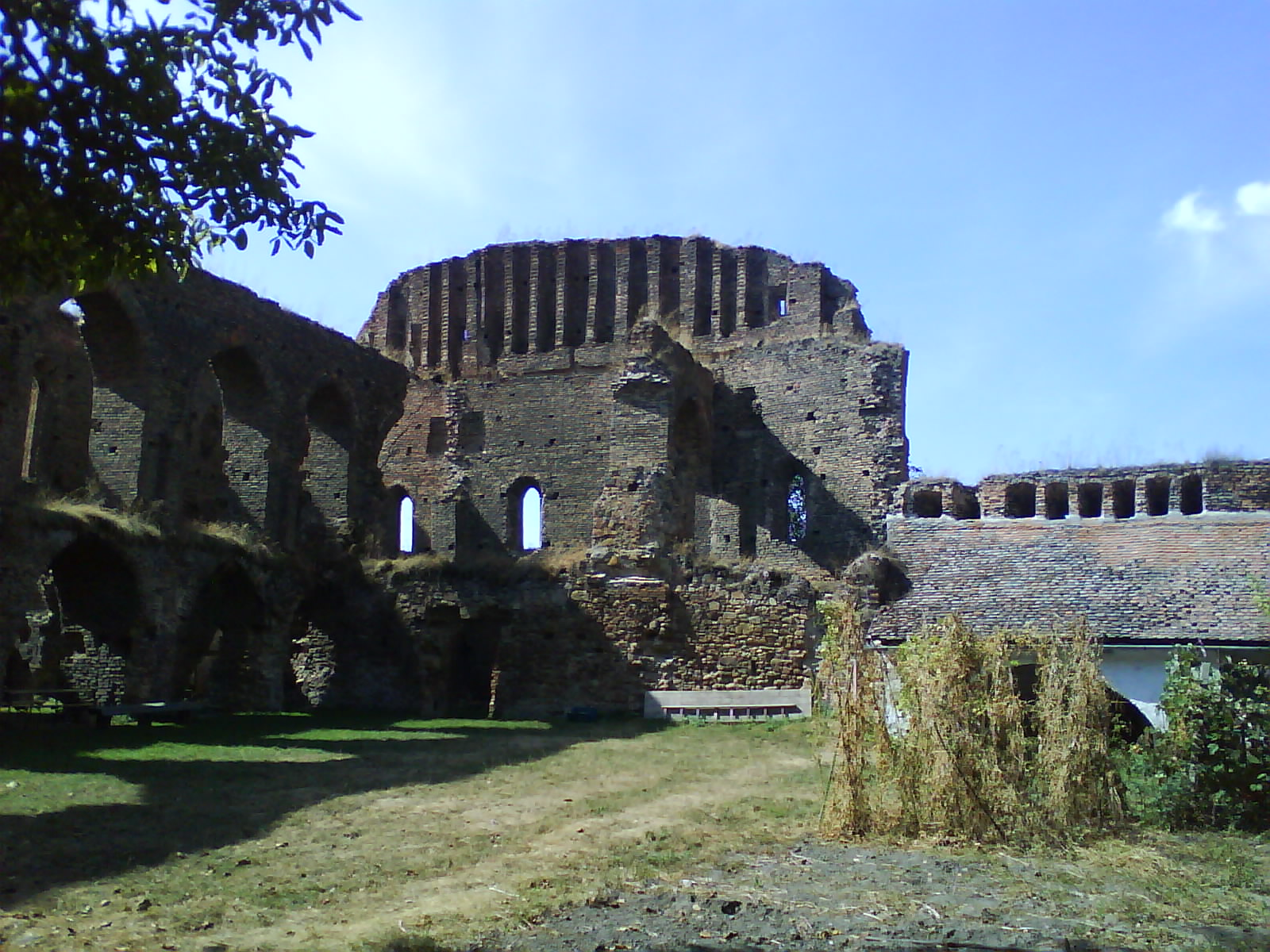
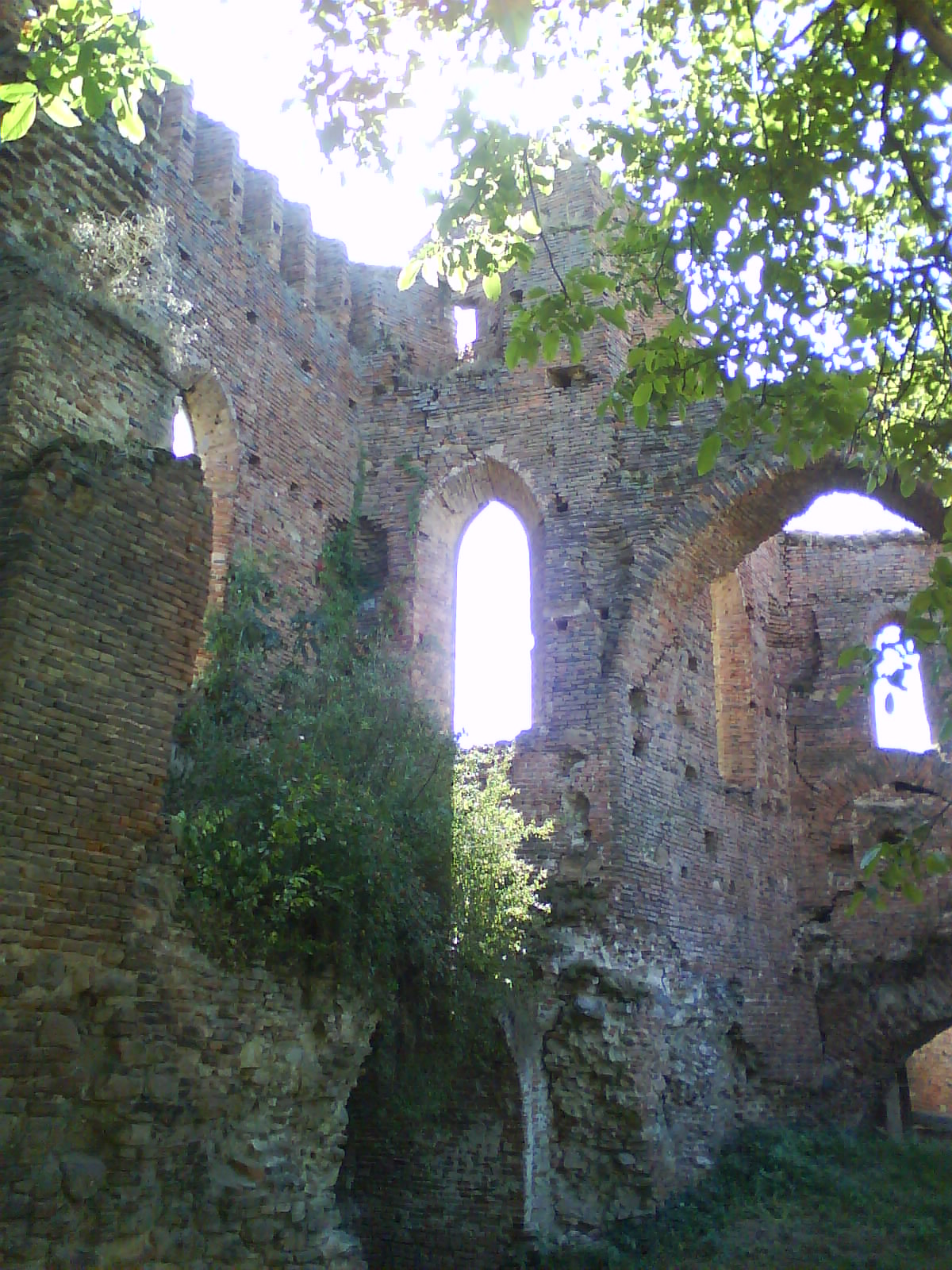
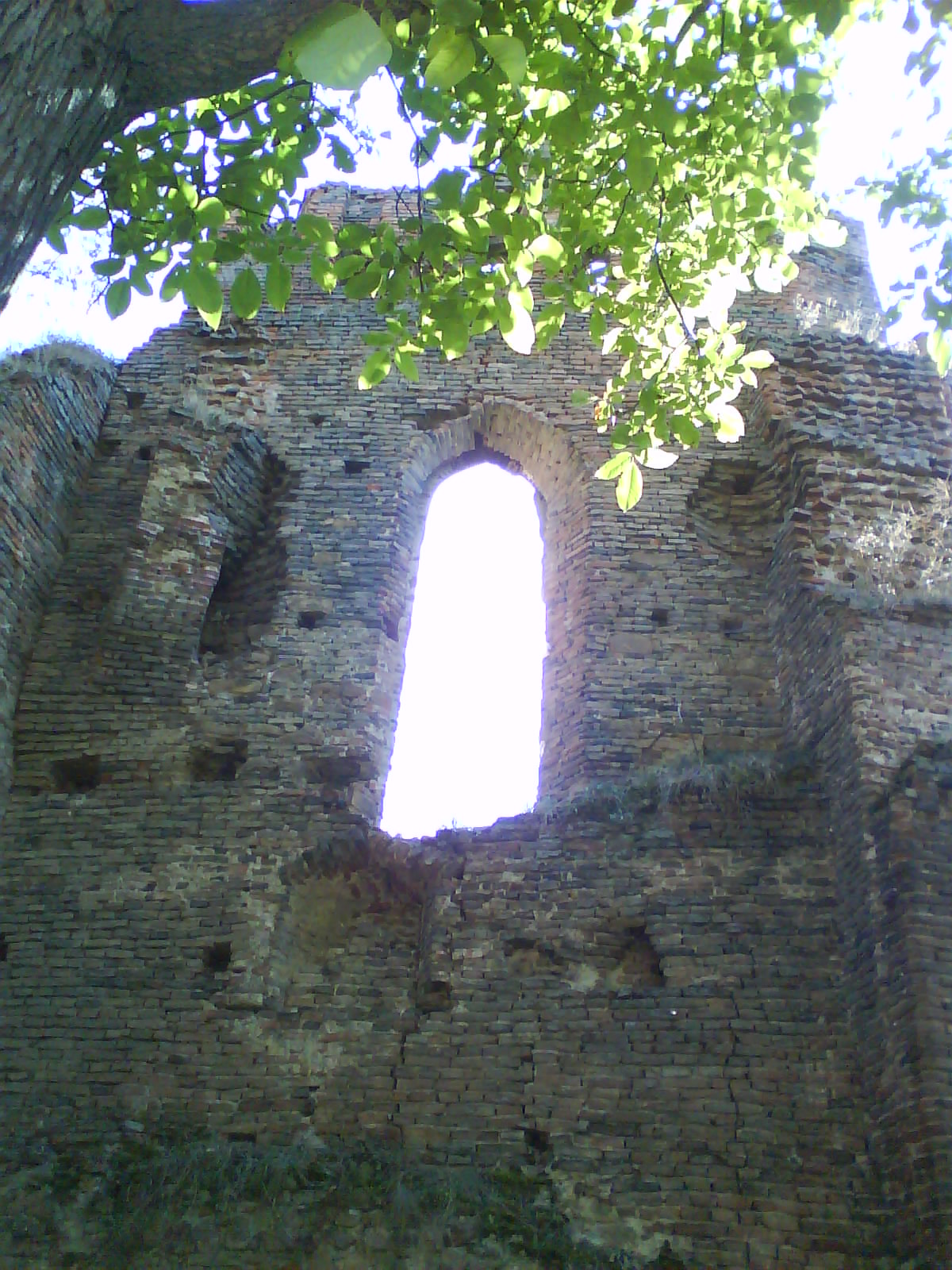
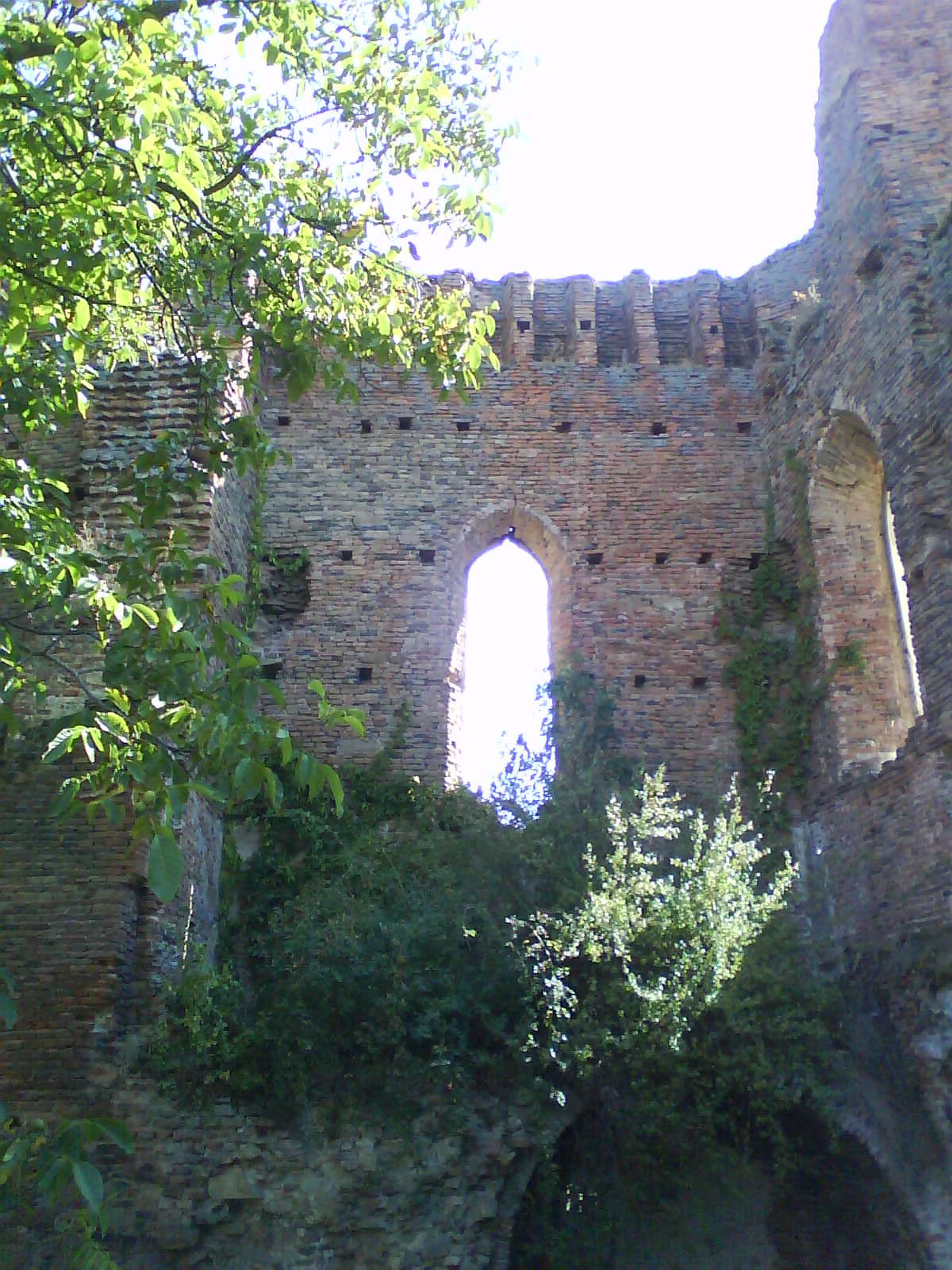
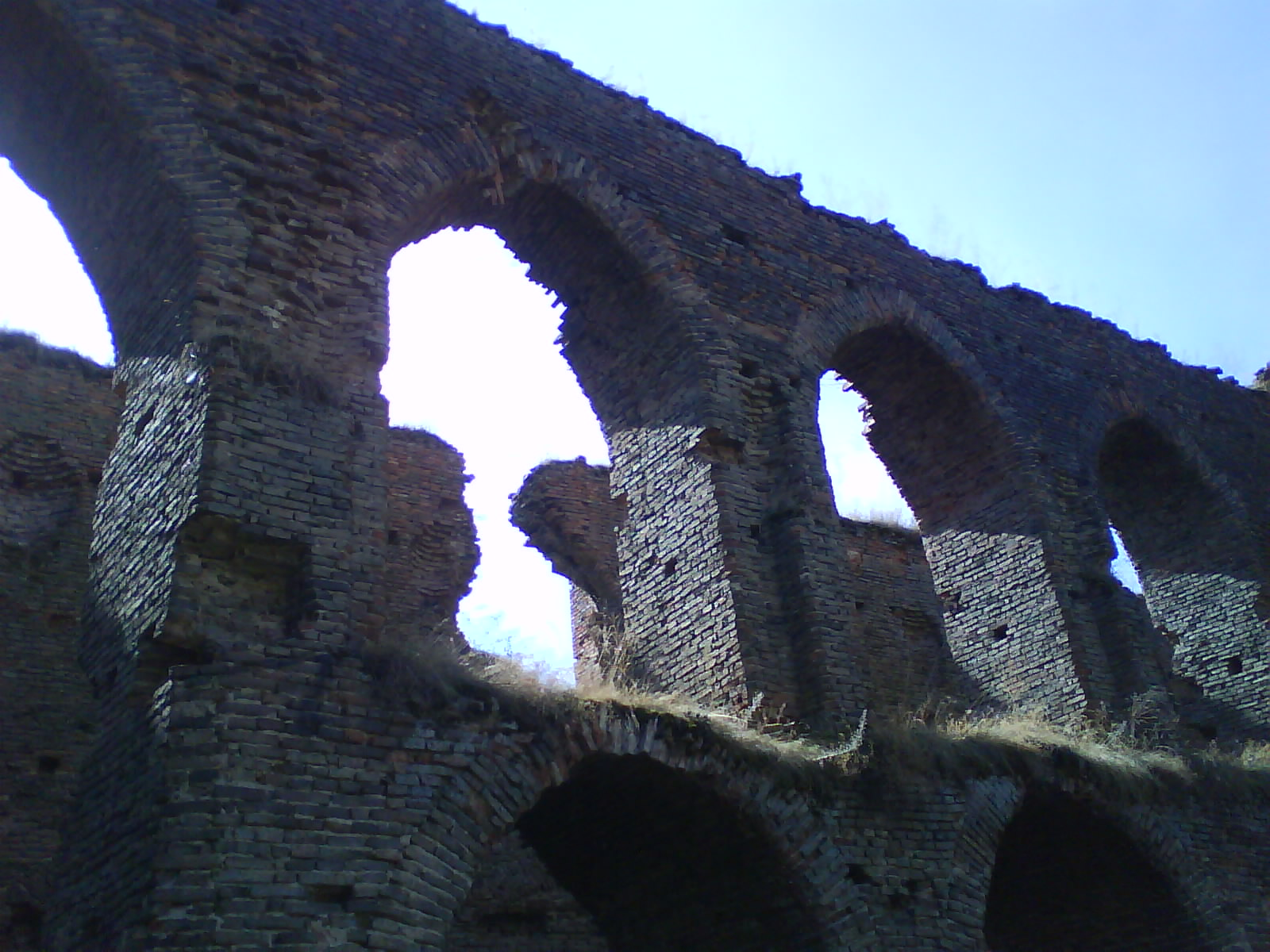
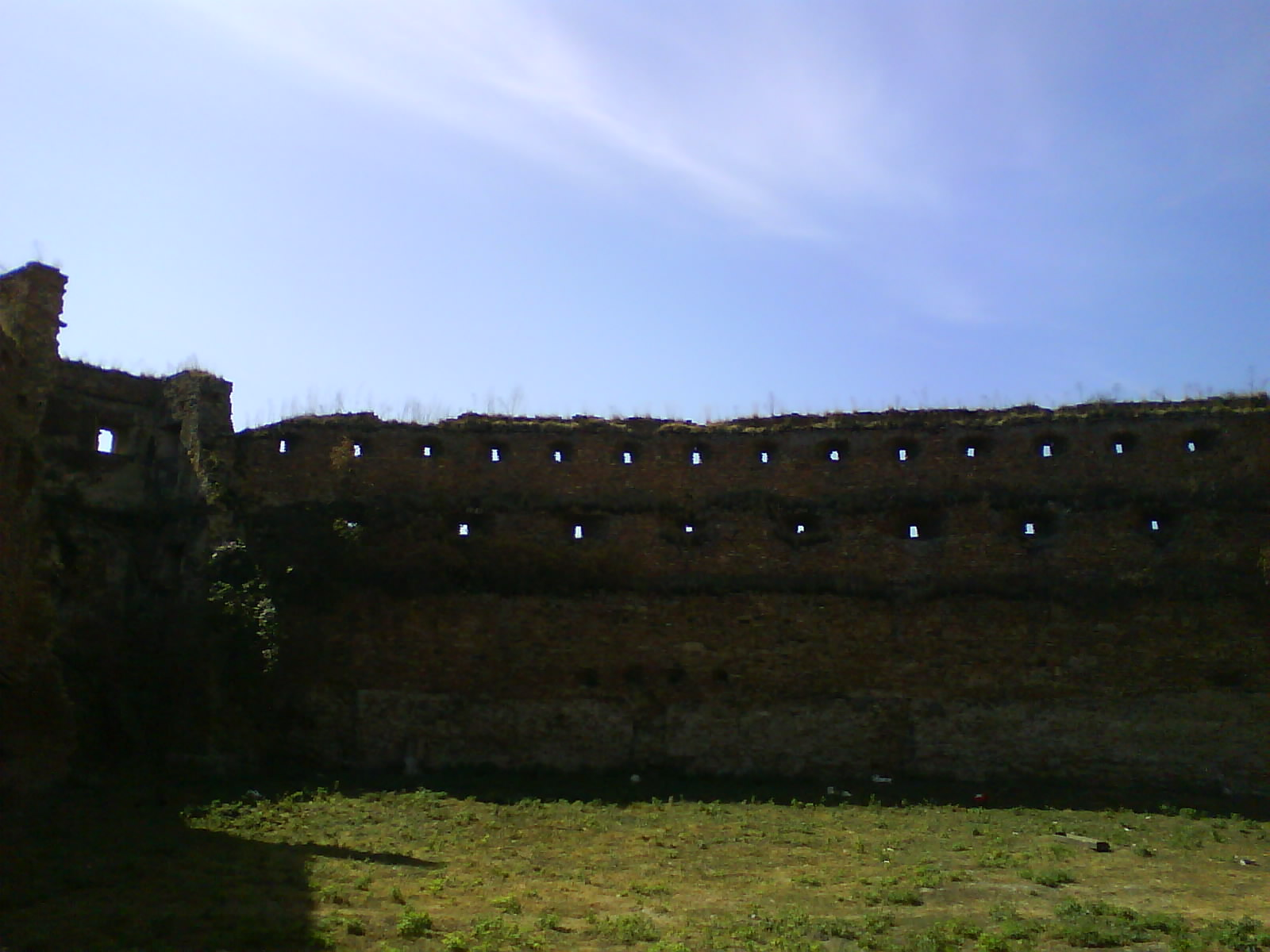
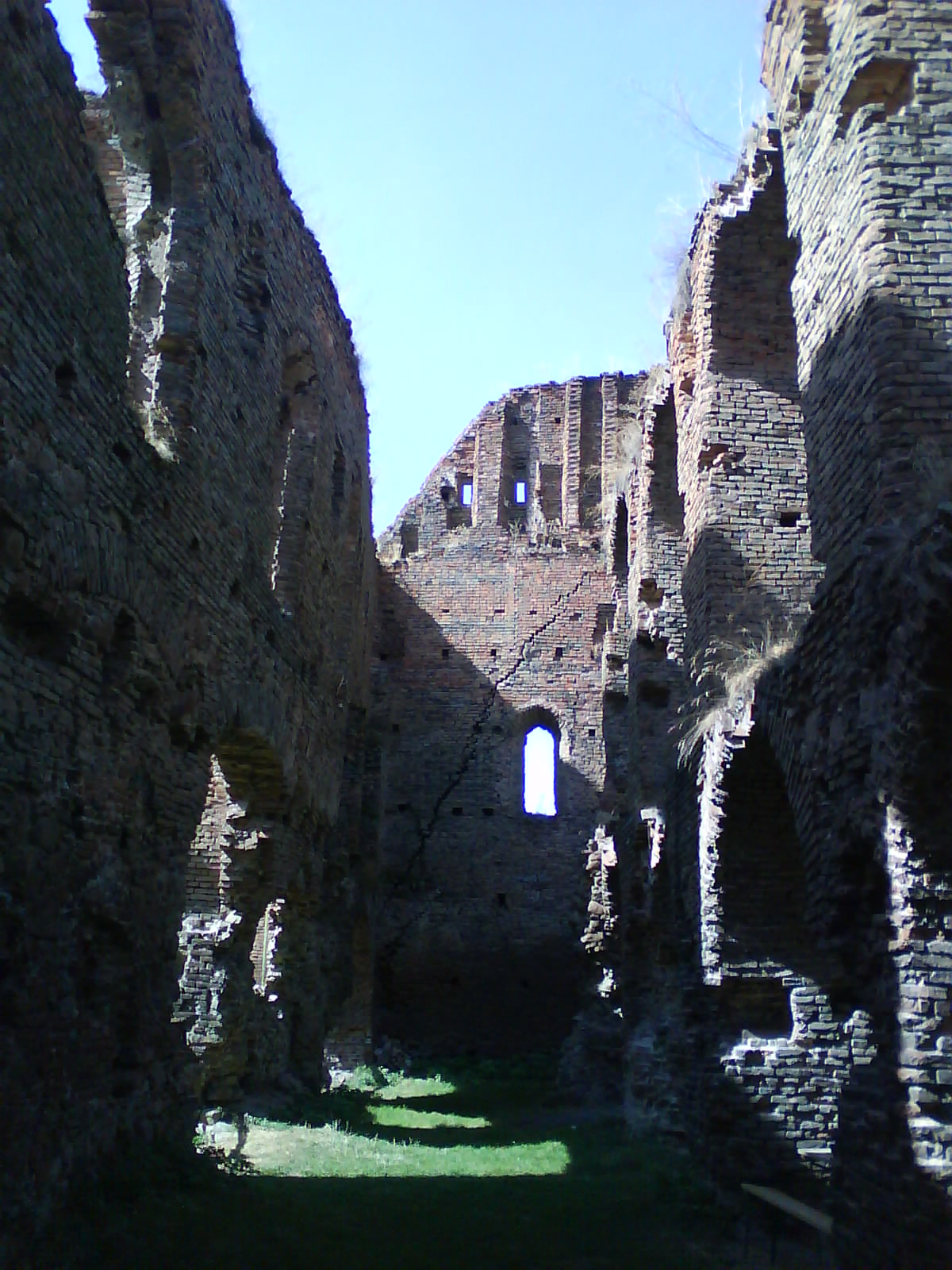
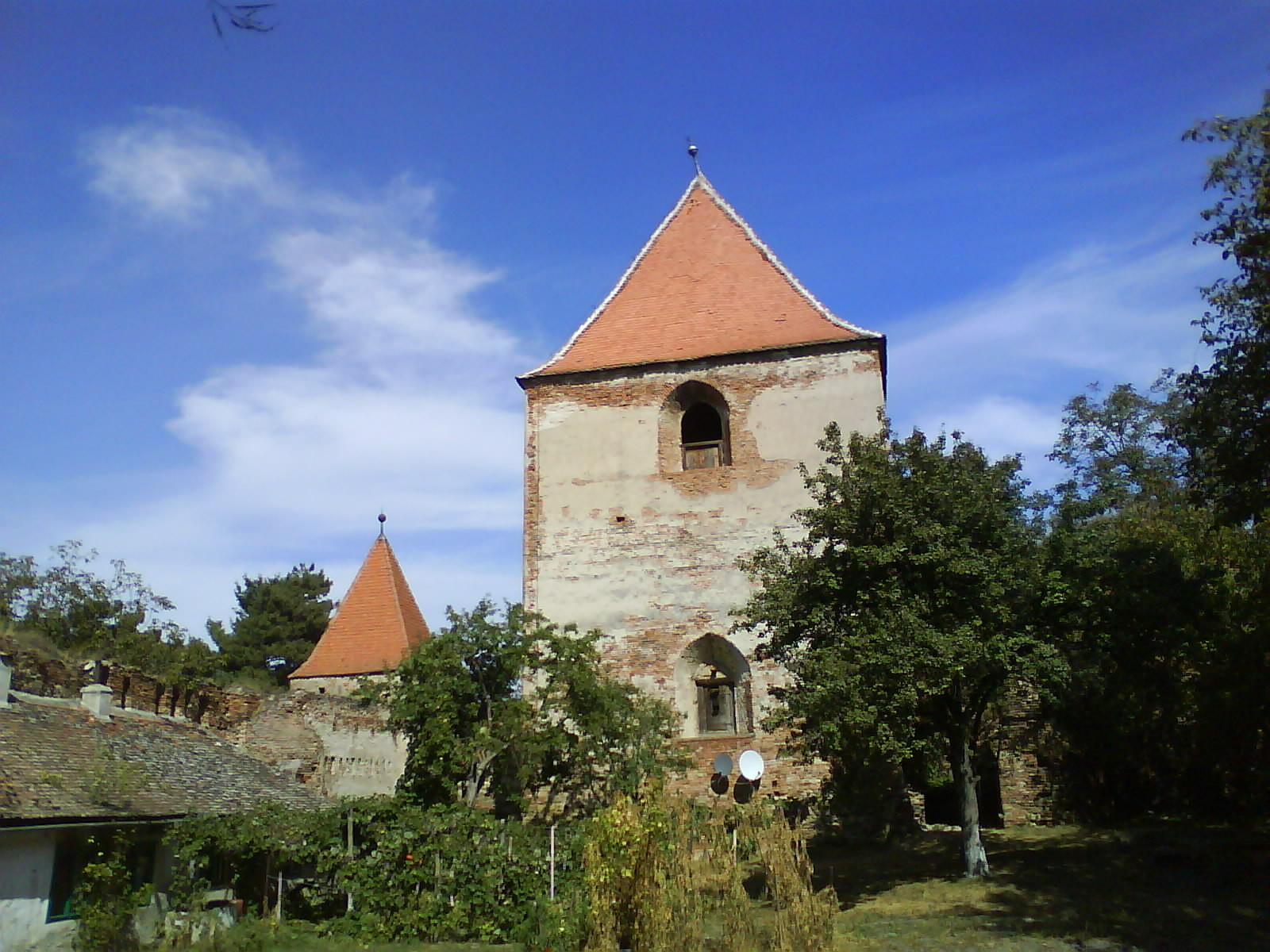
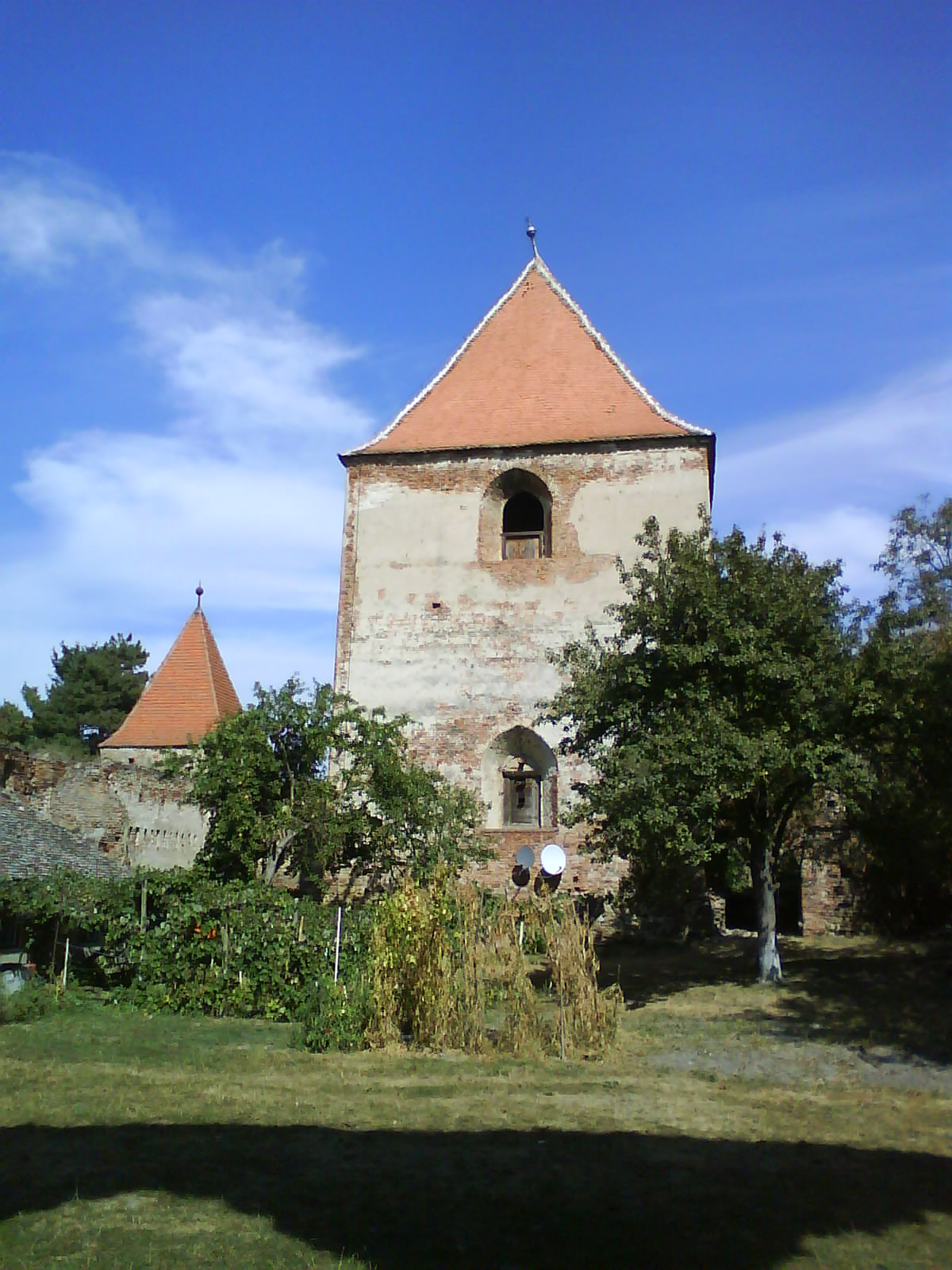
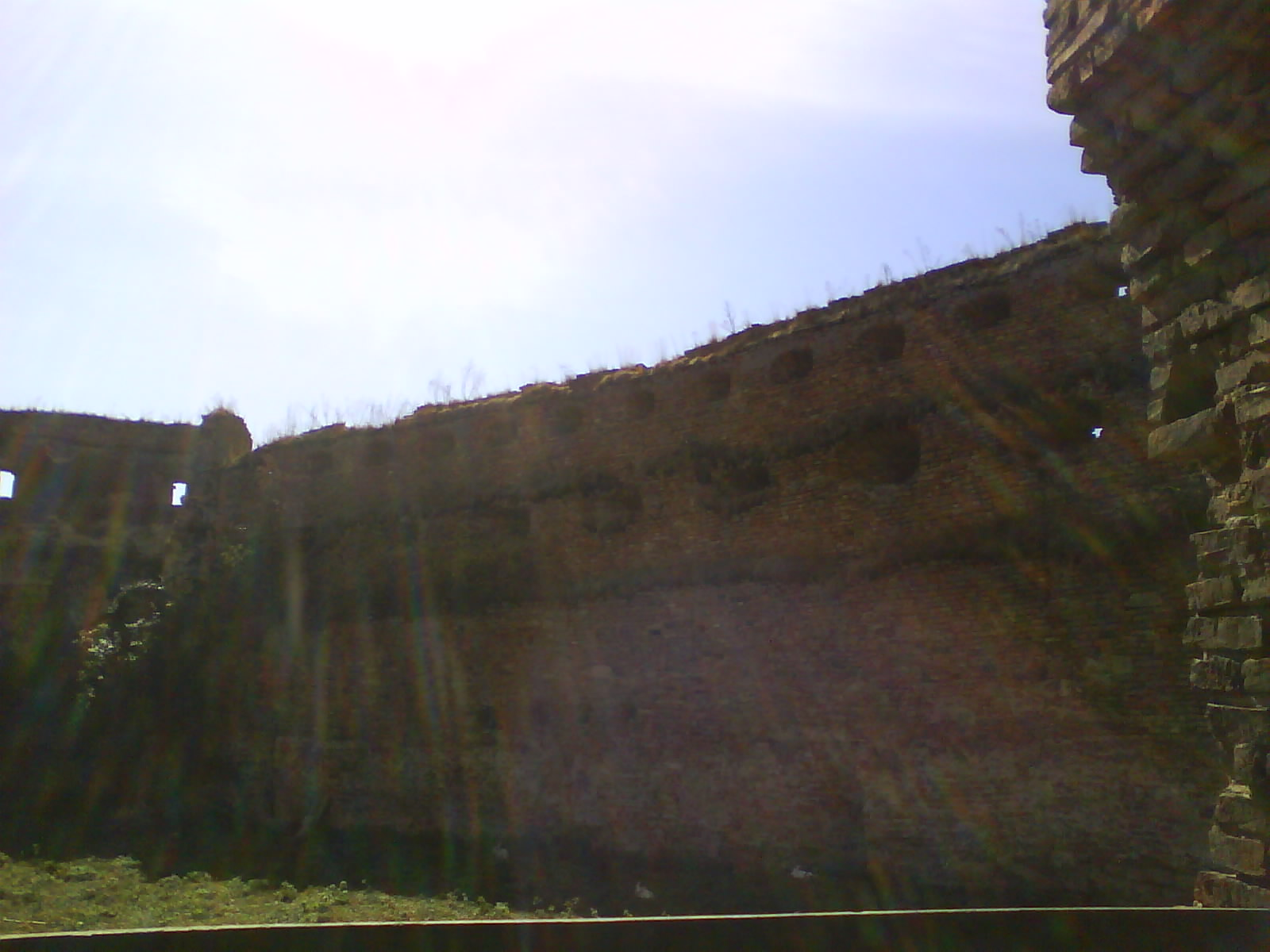
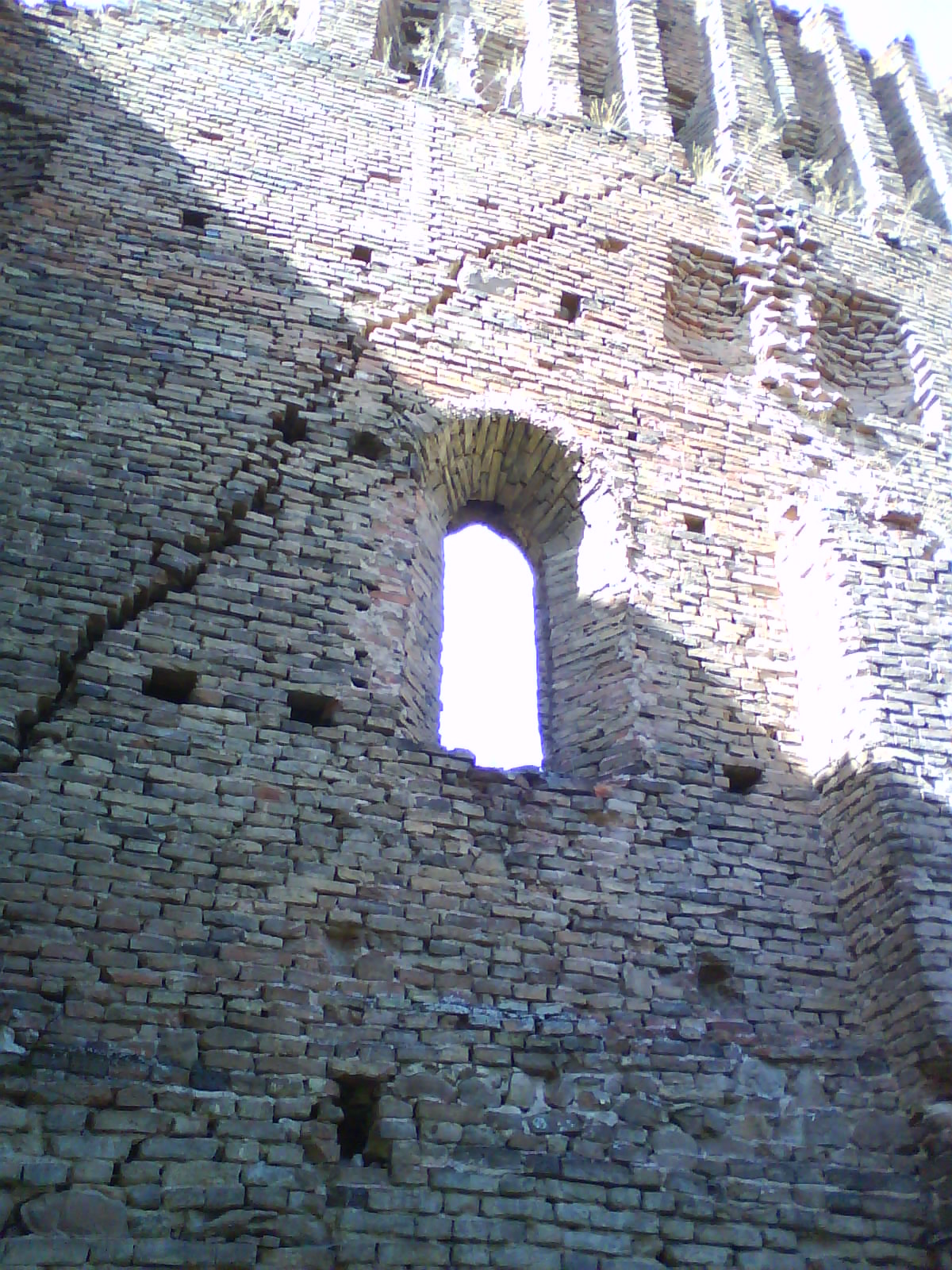

## Personalități
- Johann Bergleiter (1774–1843), din 1811–1833 preot, din 1833–1843 episcop  evanghelic în Transilvania.
- Johann Plattner (1854–1942), preot, scriitor și cronicar.
- Walter Gottfried Seidner (n. 1938), preot și scriitor în Slimnic.[9]
- Thomas Nägler (1939-2011), arheolog și istoric specializat în istoria Transilvaniei.[10]